# Detroit Shock 2003
La stagione 2003 delle Detroit Shock fu la 6ª nella WNBA per la franchigia.
Le Detroit Shock vinsero la Eastern Conference con un record di 25-9. Nei play-off vinsero la semifinale di conference con le Cleveland Rockers (2-1), la finale di conference con le Connecticut Sun (2-0), vincendo poi il titolo WNBA battendo nella finale le Los Angeles Sparks (2-1).

## Roster
| N° | Naz.                   | Ruolo | Sportivo       | Anno | Alt. | Peso |
| -- | ---------------------- | ----- | -------------- | ---- | ---- | ---- |
| 00 | Stati Uniti (bandiera) | C     | Ruth Riley     | 1979 | 196  | 88   |
| 5  | Stati Uniti (bandiera) | G     | Elaine Powell  | 1975 | 175  | 67   |
| 9  | Stati Uniti (bandiera) | A     | Stacey Thomas  | 1978 | 178  | 69   |
| 11 | Stati Uniti (bandiera) | G     | Kedra Holland  | 1974 | 173  | 60   |
| 12 | Stati Uniti (bandiera) | A     | Ayana Walker   | 1979 | 191  | 65   |
| 14 | Stati Uniti (bandiera) | GA    | Deanna Nolan   | 1979 | 178  | 73   |
| 30 | Stati Uniti (bandiera) | G     | Tamara Moore   | 1980 | 180  | 78   |
| 31 | Stati Uniti (bandiera) | G     | Sheila Lambert | 1980 | 170  | 57   |
| 32 | Stati Uniti (bandiera) | A     | Swin Cash      | 1979 | 188  | 73   |
| 35 | Stati Uniti (bandiera) | A     | Cheryl Ford    | 1981 | 191  | 87   |
| 44 | Senegal (bandiera)     | A     | Astou Ndiaye   | 1973 | 191  | 83   |
| 54 | Stati Uniti (bandiera) | AC    | Barbara Farris | 1976 | 191  | 88   |
| 55 | Ungheria (bandiera)    | C     | Petra Újhelyi  | 1980 | 193  | 93   |

## Staff tecnico
- Allenatore: Bill Laimbeer
- Vice-allenatori: Laurie Byrd, Pamela McGee, Korie Hlede